# Generation Kill
Generation Kill é uma minissérie de televisão dividida em 7 episódios. Lançada em 2008 é baseada no livro de mesmo nome de Evan Wright, e adaptado para televisão por David Simon, Ed Burns, e Wright. A série estreou em 13 de julho de 2009 e dividiu-se em 7 episódios. É produzida por Simon, Burns, Nina K. Noble, Andrea Calderwood, George Faber, e Charles Pattinson.
Em Portugal a série é transmitida em exclusivo pelo canal de TV por subscrição MOV, às sextas-feiras às 21:25

## Produção
A rede de televisão por assinatura HBO produziu uma minissérie de 7 horas, baseada no livro de Evan Wright sobre suas experiências como um repórter embarcado com o 1º Batalhão de Reconhecimento da Marinha dos Estados Unidos durante a primeira fase da Invasão do Iraque em 2003.

### Exibição no Brasil
A série foi exibida no canal a cabo HBO em 2009. Já no ano de 2011 a Band, que passou a ter uma parceria com a HBO, estreou a série em sua grade com o nome de Iraque 40 dias de Terror no dia 4 de abril às 23h15min.

### Elenco
David Simon e Ed Burns (The Wire) co-escreveram e produziram executivamente o projeto com George Faber e Charles Pattinson da Company Pictures (Elizabeth I) e Anne Thomopoulos da HBO (Rome). A minisserie foi filmana com sete montagens de uma hora em seis meses de gravação no verão de 2007 em Namíbia, Moçambique, e África do Sul. Andrea Calderwood (The Last King of Scotland) esta produzindo; Nina Noble (The Wire) serviu como co-produtora executiva. O autor Evan Wright foi creditado como produtor consultante. O marinheiro Eric Kocher serviu na série como Consultor Militar. Susanna White, Simon Cellan Jones, e Patrick Norris dirigiram episódios da série.

### Elenco e personagens
Estrelam no elenco 28 membros com um grande elenco de suporte. A maioria dos personagens foram feitos a partir do Segundo pelotão do primeiro Batalhão de Reconhecimento da companhia Bravo. Lee Tergesen faz o papel do repórter Evan Wright. Wright foi enviado para liderar o veículo principal da companhia Bravo, que ele divide com o sargento Brad 'Iceman' Colbert, interpretado por Alexander Skarsgård, Cabo Josh Ray Person, interpretado por James Ransone, e Lance Corporal Harold James Trombley, interpretado por Billy Lush. outros personagens interpretados incluem: Primeiro Tenente Nathaniel Fick, interpretado por Stark Sands; Sergento Antonio 'Poke' Espera interpretado por Jon Huertas; Médico de Guerra Robert Timothy 'Doc' Bryan interpretado por Jonah Lotan; Cabo Evan 'Q-Tip' Stafford interpretado por Wilson Bethel; Cabo Walt Hasser interpretado por Pawel Szajda; Sargento de Artilharia Mike 'Gunny' Wynn interpretado por Marc Menchaca; Cabo Gabriel 'Gabe' Garza interpretado por Rey Valentin; Cabo Jason Lilley interpretado por Kellan Lutz; Sargento Leandro "Shady B" Batista(brasileiro) interpretado por Mike Figueroa; Sergento Larry Shawn 'Pappy' Patrick interpretado por Josh Barrett; Sergento Rudy Reyes retrata ele mesmo; Cabo Anthony 'Manimal' Jacks interpretado por Rich McDonald; e Cabo James Chaffin interpretado por Eric Ladin.
O 1o. Batalhão de Reconhecimento é comandado pelo Tenente-Coronel Stephen 'Godfather' Ferrando, interpretado por Chance Kelly. A companhia Bravo como um todo fica sob o comando do Capitão Craig 'Encino Man' Schwetje interpretado por Brian Patrick Wade. O terceiro pelotão é comandado pelo errático Capitão Dave 'Captain America' McGraw interpretado por Eric Nenninger. O Sargento Maior do batalhão, John Sixta, interpretado por Neal Jones. A companhia Alpha é comandado pelo capitão Bryan Patterson, interpretado por Michael Kelly. David Barrera interpreta o Sargento de Artilharia Ray 'Casey Kasem' Griego, O chefe de operações da companhia Bravo. Benjamin Busch interpreta o Major Todd Eckloff, O oficial executivo do batalhão.
Outros artistas que estrelaram incluem Owain Yeoman como Sargento Eric Kocher, um sofrido líder de equipe sob o comando do Capitão América. J. Salome Martinez Jr. como Cabo Jeffrey 'Dirty Earl' Carazales. Nabil Elouahabi como o tradutor do batalhão. Finalmente, Robert John Burke interpreta oMajor General James "Mad Dog" Mattis que é o superior de Ferrando.

### Episódios
| Nº | Título do Episódio           | Escritor                                                         | Diretor            | Data de Lançamento   |
| --- | ---------------------------- | ---------------------------------------------------------------- | ------------------ | -------------------- |
| 1 | "Get Some"                   | David Simon & Ed Burns                                           | Susanna White      | 13 de Julho de 2008  |
| Fuzileiros se preparam para invadir o Iraque no começo da Operação Iraque Livre; enquanto os fuzileiros aguardam ordens no Campo Mathilda no Kuwait, eles descobrem que o colunista da revista Rolling Stone Evan Wright embarcará com eles. |                              |                                                                  |                    |                      |
| 2 | "The Cradle of Civilization" | Ed Burns & Evan Wright (teleplay) David Simon & Ed Burns (story) | Susanna White      | 20 de Julho de 2008  |
| Com a invasão do Iraque agora em pleno vapor, Sgt. Colbert tenta manter sua unidade focada. O 1o. Batalhão de Reconhecimento ajusta-se para os planos de ataque enquanto espera antecipadamente seu primeiro contato com o inimigo em Nasiriyah e Al Gharraf. |                              |                                                                  |                    |                      |
| 3 | "Screwby"                    | Ed Burns (teleplay) David Simon & Ed Burns (story)               | Susanna White      | 27 de Julho de 2008  |
| Bravo Company aguarda por suas próximas ordens para uma miss~´ao de reconhecimento, tendo sobrevivido à primeira tentativa debaixo de fogo; Encino solicita um ataque de artilharia em um time de RPG fantasmas; Fick tenta tomar o controla de uma situação perigosa; Ferrando envia uma ordem nova e urgente logo após a companhia Alpha bombardear Ar Rifa.                                                 |                              |                                                                  |                    |                      |
| 4 | "Combat Jack"                | David Simon (teleplay) David Simon & Ed Burns (story)            | Simon Cellan Jones | 3 de Agosto de 2008  |
| Reclamando nas fileiras sobre o caminhão de suprimentos abandonados ocupa o tempo no avião capturado, mas Bravo está logo de volta ao movimento, indo para o Norte, liberando vilas e preparando um bloqueio fora de Al Hayy. Enquanto isso, Alpha foi ordenado para descobrir o corpo de um marinheiro em Al Shatra, mas sua missão foi atrasada por uma operação da CIA.                                     |                              |                                                                  |                    |                      |
| 5 | "A Burning Dog"              | Evan Wright (teleplay) David Simon & Ed Burns (story)            | Simon Cellan Jones | 10 de Agosto de 2008 |
| Apesar de uma divisão de punição armada responder ao primeiro ataque de captura de inteligência em uma ponte estratégica aguardando para emboscada, Bravo ainda encontra muita resistência enquanto tenta diversas vezes atravessá-la; uma pesquisa no campo de batalha aponta mais questões que respostas sobre o inimigo; um bloqueio em Al Muwaffiqiyah testa as regras de comprometimento dos marinheiros. |                              |                                                                  |                    |                      |
| 6 | "Stay Frosty"                | Ed Burns (teleplay) David Simon & Ed Burns (story)               | Simon Cellan Jones | 17 de Agosto de 2008 |
| Depois do primeiro ataque ser ordenando a missão não familiar de escoltar centenas de civis fugindo de Bagdad, eles começam a se imaginar se sua parcela na guerra pode estar acabando. Godfather tem outros planos para fazer seus homens voltarem a batalha. |                              |                                                                  |                    |                      |
| 7 | "Bomb in the Garden"         | David Simon (teleplay) David Simon & Ed Burns (story)            | Susanna White      | 24 de Agosto de 2008 |
| Ao chegar em Bagdá, Companhia Bravo fica chocada com o tamanho da cidade; enquanto o Primeiro Batalhão de Reconhecimento faz suas patrulhas diárias em Bagdá, descobrem obstáculos que eles e os Iraquianos enfrentam são muito maiores do que eles poderiam imaginar. |                              |                                                                  |                    |                      |

## Música
A minissérie tem uma grande coleção de músicas, muitas delas são cantadas pelos personagens principais, mas outras são interpretadas pelos próprios artistas.
Episódio 1:
- "Merry Christmas from the Family" de Robert Earl Keen
- "Sk8ter boi" de Avril Lavigne
- "Lovin' You" de Minnie Riperton

Episódio 2:
- "Beyoglu" de DJ Kambo
- "The Marines' Hymn" Traditional
- "Smoke Signals" de Dada Flair
- "Complicated" de Avril Lavigne
- "Bodies" de Drowning Pool
- "Boyz-n-the-Hood" de Eazy-E
- "Hot in Herre" de Nelly

Episódio 3:
- "Hot in Herre" de Nelly
- "Tainted Love" de Ed Cobb

Episódio 4:
- "I Feel Like I'm Fixin' to Die" de Joe McDonald
- "Attahaddiat" de Kadhum Al Sahir
- "Entaha Almeshwar" de Kadhum Al Sahir
- "Copenhagen Song" de Josh Person
- "Teenage Dirtbag" de Wheatus

Episódio 5:
- "On the Road Again" de Willie Nelson
- "Sundown" de Gordon Lightfoot
- "Gangsta Gangsta" de N.W.A.

Episódio 6:
- "It Ain't Easy" de Tupac Shakur
- "Fuck tha Police" de N.W.A.
- "Mamas Don't Let Your Babies Grow Up to Be Cowboys" de Ed Bruce
- "Can I Kick It?" de A Tribe Called Quest

Episódio 7:
- "9 to 5" de Sheena Easton
- "Come Sail Away" de Styx
- "King of the Road" de Roger Miller
- "The Man Comes Around" de Johnny Cash